# Yin Jing
Yin Jing (chiń. 尹靖; ur. 23 maja 1988) – chiński lekkoatleta, płotkarz

## Osiągnięcia
- brązowy medal mistrzostw świata wojskowych (bieg na 110 m przez płotki, Sofia 2009)
- złoto Uniwersjady (bieg na 110 m przez płotki, Belgrad 2009)

### Rekordy życiowe
- bieg na 110 m przez płotki - 13,38 (2009)
- Bieg na 60 m przez płotki (hala) - 7,64 (2009)